# Myriam Mizouni
Myriam Mizouni (arabe : مريم الميزوني) ou Meriem Mizouni, de son nom complet Meriem Zoulaikha Mizouni Cherni, née le 23 septembre 1958 à l'Ariana, est une ancienne nageuse tunisienne.

## Biographie

### Carrière sportive
Elle ne connaît qu'un seul club, l'Espérance sportive de Tunis, où elle remporte les titres nationaux des benjamines, tout en participant avec les ondines (Saloua Obba, Radhia Obba et Asma Mahjoub) à la conquête du titre national dans le relais quatre fois 100 mètres en 1969 et 1970.
À partir de 1971, elle s'impose comme la meilleure nageuse tunisienne en s'octroyant la majorité des titres disputés. Seules Saloua Obba (sur 100 mètres nage libre entre 1971 et 1973) et Dalila Berriche puis Kalthoum Yazidi (en brasse) parviennent parfois à la battre. En 1974, elle découvre la compétition internationale et constitue un duo avec Ali Gharbi. Elle est élue deuxième meilleure sportive africaine de l'année 1975.
En 1978, elle décide de mettre un terme à sa carrière, à l'âge de 20 ans, alors qu'elle avait remporté la totalité des treize titres du championnat de Tunisie. Par la suite, elle est notamment élue au Comité national olympique tunisien en 2000 et nommée par la Fédération internationale de natation comme juge arbitre international en 2004.

### Carrière politique
Le 1er juillet 2011, elle est nommée secrétaire d'État auprès du ministre de la Jeunesse et des Sports, chargée des Sports, au sein du gouvernement Caïd Essebsi, remplaçant Slim Amamou. Son ministre de tutelle est Slim Chaker. Ses fonctions prennent fin avec celles du gouvernement, le 24 décembre de la même année.

### Vie privée
Mizouni est mariée et mère de deux enfants.

## Palmarès

### Jeux olympiques d'été de 1976
- 28e sur 400 mètres nage libre en 4 min 43 s 11 ;
- 38e sur 100 mètres nage libre en 1 min 02 s 42.

### Championnats d'Afrique de natation
- Quatre médailles d'or et une médaille d'argent en 1974 ;
- Douze médailles d'or en 1977, sur 100, 200, 400 et 800 mètres nage libre, sur 100 et 200 mètres papillon, sur 100 et 200 mètres dos, sur 200 mètres brasse, sur 200 mètres quatre nages, et aux 2 relais 4 x 100 mètres quatre nages et 4 x 100 mètres nage libre[2].

### Jeux africains
- Huit médailles d'or et deux médailles de bronze en 1978.

### Championnats maghrébins de natation
- Cinq médailles d'or et une médaille d'argent en 1973 ;
- Cinq médailles d'or en 1975.

### Jeux méditerranéens
- Une médaille d'argent (100 mètres nage libre) en 1975.